# Erzbistum Luxemburg

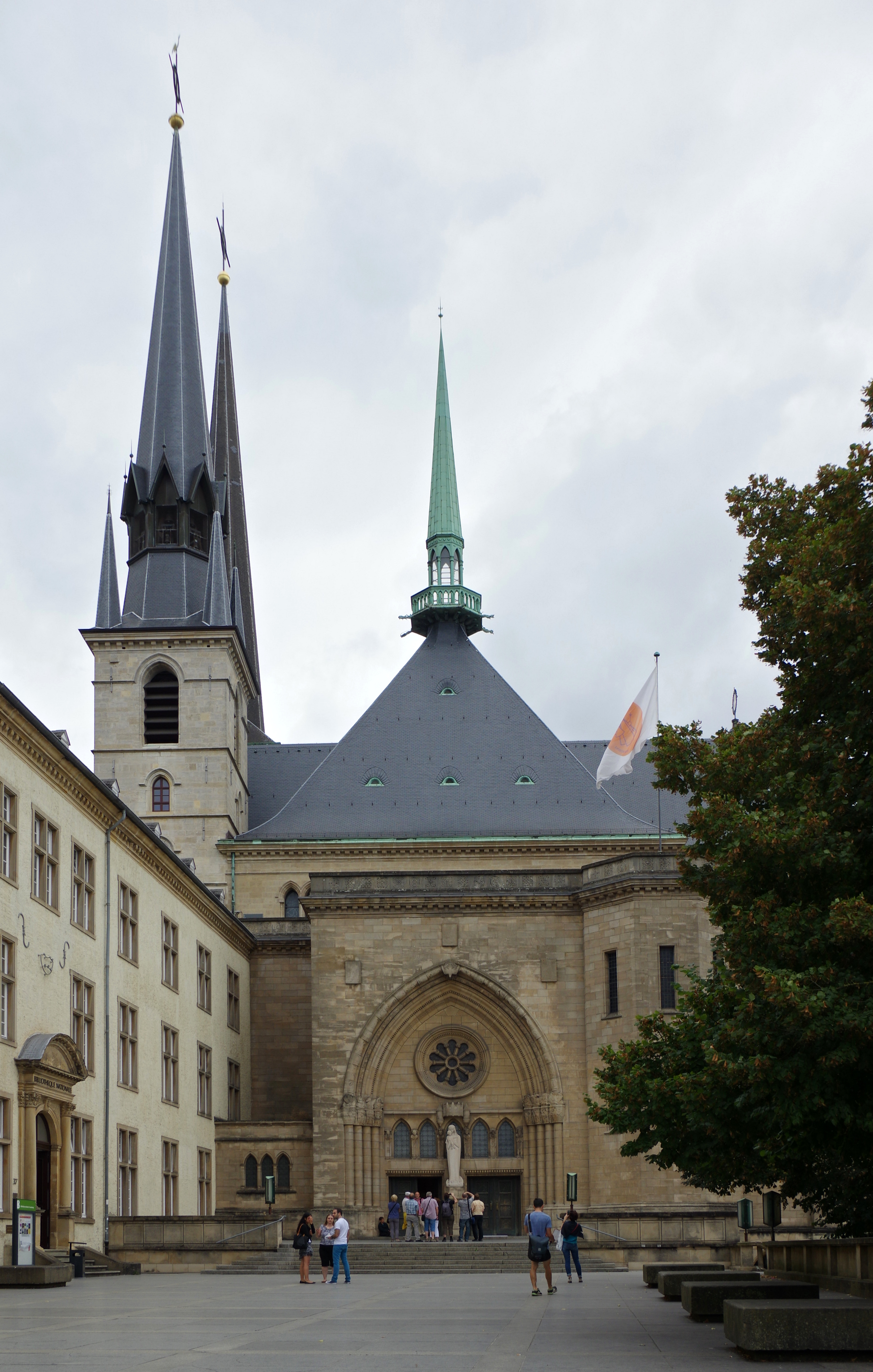
Kathedrale von Luxemburg

Das Erzbistum Luxemburg (lateinisch Archidioecesis Luxemburgensis, luxemburgisch Äerzbistum Lëtzebuerg) ist eine Erzdiözese der römisch-katholischen Kirche mit Sitz in Luxemburg (Stadt). Es besteht seit 1870, ist seit 1988 im Rang eines Erzbistums und umfasst das gesamte Großherzogtum Luxemburg. Das Erzbistum ist immediat, d. h. direkt dem Heiligen Stuhl unterstellt.

## Geschichte
Das Herzogtum Luxemburg im Heiligen Römischen Reich verfügte über keinen eigenen Bischofssitz, das Gebiet gehörte zu den Diözesen Trier (Hauptteil) sowie Lüttich, Metz, Verdun, Köln und Reims. Das 1815 neu entstandene Großherzogtum Luxemburg war ab 1823 an das Bistum Namur angeschlossen. 1839 wurde der westliche (überwiegend französischsprachige) Landesteil abgetrennt und an das neu geschaffene Königreich Belgien angegliedert. Im verbliebenen Territorium des Großherzogtums wurde 1840 ein Apostolisches Vikariat errichtet, das 1870 zur Diözese, am 23. April 1988 zur Erzdiözese erhoben wurde.
Der Erzbischof von Luxemburg ist als Einzelmitglied im Rat der europäischen Bischofskonferenzen vertreten.

### Apostolischer Administrator
1. Johann Theodor van der Noot (1833–1841)

### Apostolische Vikare
1. Johann Theodor Laurent (1841–1848)
2. Nikolaus Adames (1848–1870)

### Bischöfe
1. Nikolaus Adames (1870–1883)
2. Johannes Joseph Koppes (1883–1918)
3. Pierre Nommesch (1920–1935)
4. Joseph Laurent Philippe SCI (1935–1956)
5. Léon Lommel (1956–1971)
6. Jean Hengen (1971–1988)

### Erzbischöfe
1. Jean Hengen (1988–1990)
2. Fernand Franck (1990–2011)
3. Jean-Claude Kardinal Hollerich SJ (seit 2011)